# Крис Џенер
Кристен Мери Џенер (енгл. Kristen Mary Jenner; Сан Дијего, 5. новембар 1955) америчка је медијска личност и предузетница. Истакла се појављивањем у ријалити-емисији У корак са Кардашијанима (2007—2021). Након одлуке породице да пређу с канала E! током 2021, покренули су нову ријалити-емисију Кардашијани коју приказује Hulu.
Има четворо деце из првог брака с адвокатом Робертом Кардашијаном: Кортни, Ким, Клои и Роберта, док из другог брака с олимпијцем Брусом Џенером (сада Кејтлин) има двоје деце: Кендал и Кајли. Има 12 унучади.

## Младост
Рођена је у Сан Дијегу у Калифорнији, дијете је Мери Џо Шенон и Роберта Хотона, ижињера. Она је холандског, енглеског, ирског, њемачког и шкотског поријекла. Када је Џенер имала седам година, њени родитељи су се разводили, а она и њена млађа сестра, Карен (рођена 1959. године), подигла је мајка све до неколико година касније, када се њена мајка удала за бизнисмена Харија Шенона. Три мјесеца након преласка у Окснард у Калифорнији , Шанов пословни партнер наводно је отишао са главним капиталом компаније, па се породица вратила у Сан Дијего. Крис је похађала средњу школу Клаиремонт и дипломирала 1973. године.
1976. године је радила као стјуардеса годину дана. 

## Каријера
Џенер управља сопственом производном компанијом Џенер Комуникације, која се налази у Лос Анђелесу. Од почетка одржавања Породице Кардашијан, она је успјела уздићи каријеру своје кћери Ким. Она је такође укључена у управљање пословањем својих других ћерки и сина. 
Крис је 2004. отворила дјечији бутик са својом ћерком, Кортни. Бутик се звао "Смук" и био је отворен скоро шест година прије затварања 2009. године.

### Писање
Крисина аутобиографија, Крис Џенер ... и Све ствари Кардашијан, пуштена је у новембру 2011. Касније је написала књигу кувања под насловом У кухињи са Крис: Колекцијом породице Кардашијан-Џенер, која је објављена у октобру 2014.

### Телевизијска емисија
Џенер је била домаћин емисије „Дневни разговор“ гдје је била ријеч о поп-култури. Серија је почела 15. јула 2013. године. 
Канје Вест, њен зет , прву слику своје ћерке Норт Вест је објавио у њеној серији. Која је трајала само 6 недеља.

### Породица Кардашијан
Крис се срела са Рајаном Сикрестом 2007. године да би покренула и остварила своју породичну емисију.Сикрест, који је имао сопствену продукцијску компанију, одлучио је да развије идеју, а у његовом уму има популарну породичну емисију „Озборнови“. Крис је прокоментарисала: "Као, ту су мале девојчице, а ту су и старије девојке, а онда је мој син. Сви мисле да би могли направити гомилу драме у њиховим животима, али то је нешто што сам осјетила да и нисам морала ни размишљати. Било би природно." Серија се фокусира на лични живот породице Кардашијан-Џенер. Серија се почела емитовати 14. октобра 2007. године и постала једна од најдужих серија икад у земљи. Дванаеста сезона се почела емитовати 1. маја 2016. године.

## Приватни живот
Њен први брак је био са Робертом Кардашијаном 8. јула 1978. године. Имају четворо дјеце: Кортни Кардашијан, Ким Кардашијан, Клои Кардашијан и син Роб Кардашијан... 
Развели су се у марту 1991. године али су остали блиски пријатељи. 
2012. године је признала да је имала аферу са Тодом Вотерманом, бившим фудбалером и аниматором. 
У априлу 1991. године, мјесец дана након развода, Крис се поново удала за Бруса Џенера ( Садашња Кејтлин) који је био бивши олимпијски играч. И који је такође промијенио пол 2015. године. Са њин има двије ћерке: Кендал и Кајли Џенер. Касније је изјавила да је својој ћерки дала име Кедал назвала по Никол Браун Симпсону. 
Крис је најавила развод у октобру 2013. године. Док је 22. септембра 2014. тек поднијела захтјев за развод, наводећи неусаглашене разлике. Развод је постао правоснажан тек 23. марта 2015. године. Крис је навела проблем развода, а то је Брусово константно испитивање његовог пола и хормона које није имао у почетку. Преко њене дјеце, Крис данас има деветоро унучади. 

### Суђење О.Џ. Симпсону
Џенер и њена породица су претрпели емотивне шокове током суђења Симпсону (1994-1995.) које је касније описано као „суђење вјека“. У 2016. години суђење је приказано у телевизијској серији Америчка криминална прича. Крисин карактер карактерише глумица Селма Блер.

### Калифорнијска црквена заједница
Џенер и Пастор Бред Џонсон основали су Калифорнијску цркву у 2012. години. Првобитно је названа Црквом друштвене заједнице, која се налази у Агоура Хилсу, Калифорнија.

### Пластичне операције
У јуну 2011. године је имала фејс лифтинг, прије вјенчања њене ћерке Ким. Што је убацила у једну од својих емисија, рекавши: "Требало ми је мало освјежавања за вјенчање, само радим оно што дјевојка мора урадити!" 

## Бракови
| Име               | Година    | Дјеца                     |
| ----------------- | --------- | ------------------------- |
| Роберт Кардашијан | 1978−1991 | Кортни, Ким, Клои, Роберт |
| Брус Џенер        | 1991−2015 | Кендал и Кајли            |